# Jonathan Mejía
Jonathan „Jona“ Mejía Ruiz (* 7. Januar 1989 in Málaga) ist ein honduranischer Fußballspieler spanischer Herkunft.

## Karriere

### Verein
Jona begann seine Karriere in seiner Heimatstadt beim FC Málaga. 2008 wechselte er zum Drittligisten Lorca Deportiva. Nach dem Zwangsabstieg in die Tercera División wechselte er im Sommer 2009 zum Drittligisten UD Melilla. Im Sommer 2010 schloss er sich Deportivo La Coruña B, der Zweitmannschaft von Deportivo La Coruña, an. Zur Saison 2011/12 wechselte er zum FC Zamora. In jener Saison erzielte er in 36 Ligaspielen zwölf Tore.
Im Sommer 2012 wechselte er zum CD Ourense. Im Januar 2013 wurde er vom Erstligisten FC Granada verpflichtet, jedoch direkt nach Portugal an Vitória Guimarães verliehen. Sein Debüt in der Primeira Liga gab er im März 2013 gegen Académica de Coimbra. Zu Saisonende hatte Jona drei Spiele in der Primeira Liga und zwei Partien für Vitória B in der Segunda Liga zu Buche stehen.
Im Juli 2013 wurde er an den spanischen Zweitligisten Real Jaén weiterverliehen. Sein Debüt in der Segunda División gab er am ersten Spieltag der Saison 2013/14 gegen SD Eibar. Zu Saisonende hatte er 39 Spiele, in denen er 16 Treffer erzielen konnte, zu verbuchen. Mit Jaén musste er jedoch in die Segunda División B absteigen.
Zur Saison 2014/15 wurde er an den Drittligisten FC Cádiz weiterverliehen. In 32 Spielen erzielte Jona 18 Treffer in der Segunda División B. Im Juli 2015 verließ er Granada endgültig und schloss sich dem Zweitligisten Albacete Balompié an. Mit Albacete musste er jedoch 2015/16 in die dritte Liga absteigen.
Zur Saison 2016/17 wurde Jona vom Zweitligisten UCAM Murcia CF verpflichtet. Für Murcia absolvierte er 37 Zweitligaspiele, in denen er 15 Treffer erzielte. Mit dem Verein stieg er zu Saisonende aus der Segunda División ab. Im Juli 2017 wechselte er zum Zweitligisten FC Córdoba. Im Januar 2018 wurde er an den Ligakonkurrenten Cádiz verliehen, für den er bereits zwischen 2014 und 2015 aktiv war. Im Juli 2018 wurde er an den CD Lugo weiterverliehen.

### Nationalmannschaft
Jona entschied sich für das Heimatland seines Vaters zu spielen. Sein Debüt für Honduras gab er im Juni 2013 in einem Testspiel gegen Israel. Mit Honduras nahm er 2014 an der Copa Centroamericana teil und erreichte den fünften Platz.

## Persönliches
Jonas Vater Leonidas stammt aus Tegucigalpa in Honduras. Sein Bruder Antonio Moreno Ruiz spielte für Sevilla Atlético in der Segunda División.